# Epistom
Als Epistom oder Epistoma (von altgriechisch ἐπί epi, deutsch ‚auf, darüber‘ und στόμα stóma, deutsch ‚Mund‘) bezeichnet man verschiedene Kopfstrukturen oberhalb des Mundes bei Wirbellosen.

## Epistom der Moostierchen
Bei einigen Moostierchen ist das Epistom, auch als Prosoma bezeichnet, ein an eine Oberlippe erinnernder Fortsatz. Es bildet eine Platte, die durch Muskulatur beweglich ist und dadurch den Nahrungsstrom in den Mund reguliert.

## Epistom der Krebstiere
Bei Krebstieren ist das Epistom das Sternit des Kopfes, welches die Antennen trägt, als jenes des zweiten Kopfsegments. Bei einigen Krabben kann das Episom eingesunken sein, so dass es in Vorderansicht nicht sichtbar ist (z. B. Hymenosoma). Häufig ist das Epistom in zwei Teile gegliedert, von denen das hintere größer ist. Der Hinterrand des Epistoms ist bei Krabben oft gekerbt und die Seitenränder halbkreisförmig. Häufig sitzt in der Mitte ein Vorsprung, der als Zahn oder Lappen bezeichnet wird, manchmal ist der Vorderrand stumpf. Bei den Majoidea ist das Epistom mit dem vergrößerten Grundglied der Antenne verschmolzen und die Antennendrüse erscheint wie eine Öffnung des Epistoms.
Vor dem Epistom liegt zur Mitte hin das Proepistom, das Sternit des ersten Kopfsegments, welches die Antennulen (erstes Fühlerpaar) trägt. Es wird auch als Zwischenantennulenscheidewand (Septum interantennulare) bezeichnet. Es kann sehr schmal und kaum erkennbar sein, beispielsweise bei den Hymenosomatidae.